# Carl Henrik de Brenner
Carl Henrik de Brenner, född 1751, död 16 januari 1828, var en svensk fiolbyggare.

## Biografi
Son till löjtnanten Henrik Brenner och Barbro Christina Bergbom. Var furir vid Västmanlands regemente och musikdirektör vid gymnasiet i Gävle.

### Familj
Brenner gifte sig 2 augusti 1777 i Katarina församling, Stockholm med Anna Greta Salberg. De skilde sig 15 oktober 1785. De fick tillsammans barnen:
- Stina Helena, född 5 december 1775 i katarina församling.
- Christina Helena, död 6 oktober 1777.
- Fredrik Adolf, född 30 oktober 1777 och bars till dopet av hertig Fredrik Adolf. Hautboist vid Göta garde. Död 19 mars 1801 i Stockholm.
- Carl Ludvig, född 16 februari 1780 i Västerås, död 5 september 1782 i Västerås.
- Elias Henrik, född 14 oktober 1781. Reste till England och dog i England.
- Christina Ulrica Carhlotta, född 11 september 1784 i Västerås stadsförsamling,[2] död 29 januari 1789.

Brenner gifte sig andra gången 6 oktober 1791 i Gävle med Ulrika Sofia Hugardt. Han kom att överge henne. De fick tillsammans barnen Gustaf (1794-1794), Sofia, (född 19 oktober 1796 i Gävle-1797) och Ulrica Sophia (född 1799).
Han gifte sig tredje gången 18 augusti 1825 i Maria Magdalena, Stockholm med Maria Margareta Johansdotter, död 5 maj 1833 i Stockholm.
- Sofia Maria Lovisa, född 28 december 1819.
- Bernhardina Elisabet, född 8 juli 1822.

### Fotnoter
1. 1 2 3 4  Gustaf Elgenstierna, Den introducerade svenska adelns ättartavlor, vol. 1, Norstedts Förlagsgrupp, 1925, s. 614-615, läst: 6 maj 2022.[källa från Wikidata]
2. ↑  Västerås Domkyrkoförsamling (U) C:7 (1775-1788) Bild: 204
3. ↑  Gävle Heliga Trefaldighet (X) CI:7 (1790-1800) Sida: 120
4. ↑  Gävle Heliga Trefaldighet (X) CI:7 (1790-1800) Sida: 322-323
5. ↑  Gävle Heliga Trefaldighet (X) CI:7 (1790-1800) Bild: 189 Sida: 368
6. ↑  Gävle Heliga Trefaldighet (X) CI:7 (1790-1800) Sida: 611-612
7. ↑  Gävle Heliga Trefaldighet (X) CI:7 (1790-1800) Sida: 741-742